# Саулевич, Анатолий Владимирович

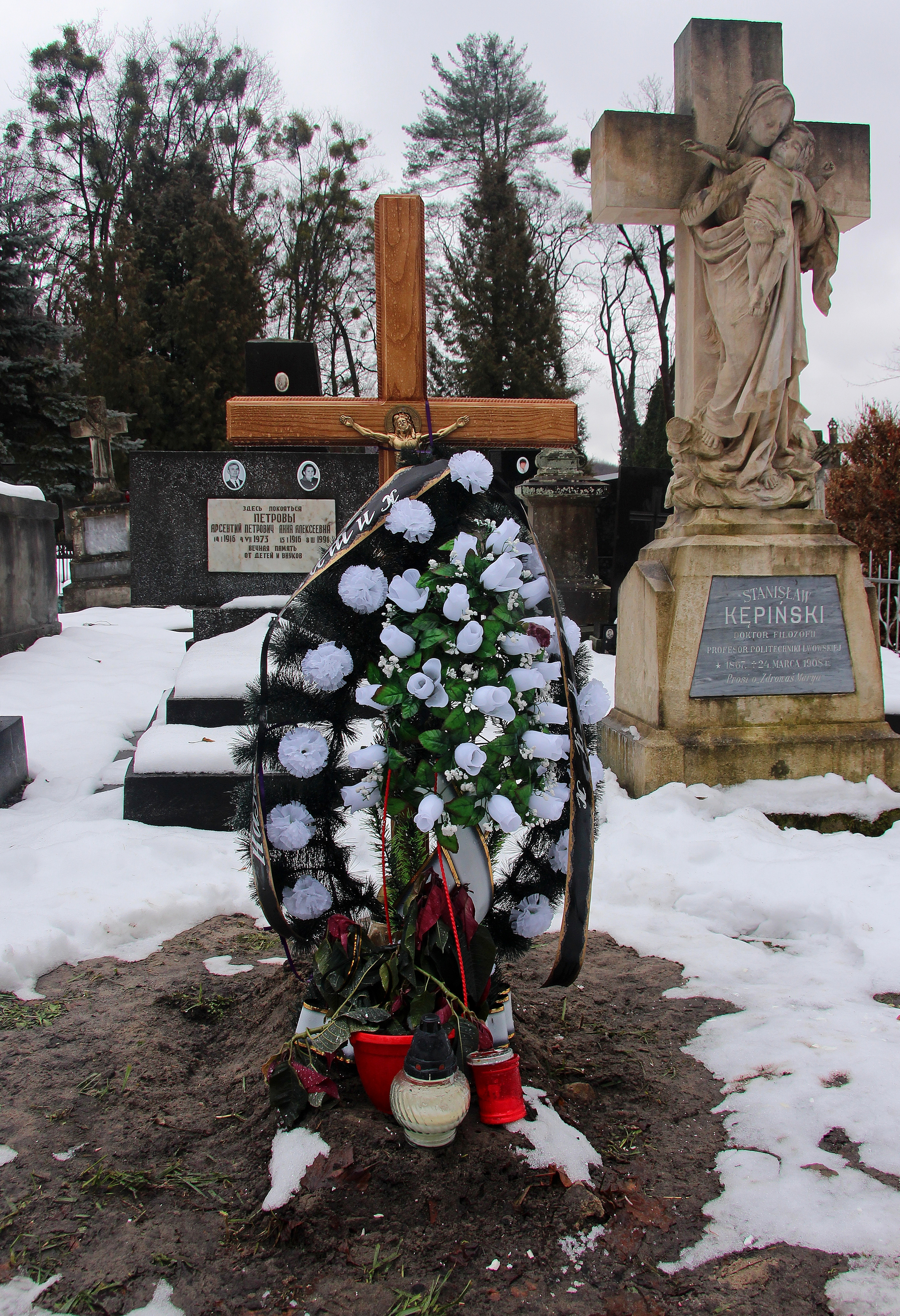
Могила Анатолия Саулевича

Анатолий Владимирович Саулевич (укр. Анатолій Володимирович Саулевич; 26 марта 1959, Киев — 13 ноября 2021) — советский футболист, защитник. Мастер спорта СССР (1976).

## Биография
Воспитанник киевского футбола, первый тренер Виктор Киянченко. В 1978 дебютировал в составе клуба первой лиги «Карпаты» Львов. В следующем году вместе с командой завоевал путёвку в высшую лигу, где в 1980 году провёл 26 матчей, забил один мяч; по итогам сезона «Карпаты» вновь вылетели в первую лигу. В 1982—1985 годах играл за другую львовскую команду первой лиги — СКА «Карпаты», в дальнейшем выступал за команды второй лиги «Нива» Тернополь (1986), «Подолье» Хмельницкий (1987—1988), «Карпаты» Львов (1989), «Заря» Бельцы (1990—1991). Завершил карьеру в 1992 году в команде первой украинской лиги «Галичина» Дрогобыч.
Окончил Львовский государственный институт физической культуры.
Умер 13 ноября 2021 года на 63-м году жизни. Похоронен во Львове, на Лычаковском кладбище.

## Достижения
- Победитель первой лиги СССР 1979.
- Полуфиналист Кубка СССР 1979.
- Победитель юниорского турнира УЕФА 1976.
- Победитель XIV Всесоюзной спартакиады школьников 1976 года в составе сборной Украины.